# 삼호동 (울산)
삼호동(三湖洞)은 울산광역시 남구의 법정동이다. 2007년 2월 26일 무거1동이 삼호동이 되었다. 고속도로 및 국도 제24호선을 통한 울산의 관문으로 태화강과 삼호산으로 둘러싸여 쾌적하고 전형적인 주거지역 도심 한가운데로 흐르는 무거천 자연형 하천과 벚꽃단지가 조화를 이루어 울산의 명소 중 하나로 자리매김하고 있다.

## 지명
신라 경순왕이 영취산을 찾아 문수대성의 계시를 받고자 길을 나섰다. 그 때 문수보살의 현신인 동자승이 나타나 길을 인도하였다. 마침내 삼호에 이르자 동자승이 돌연 사라지게 되어 왕께서 크게 세 번 불렀다고 하여 삼호(三呼)라고 하였으며, 크게 세 번 탄식하였다고 하여 삼탄(三灘)이라고도 하였다. 또한 탄(灘)은 ‘여울’을 뜻하는 것이기도 한데, 사군탄(使君灘) . 낭관호(郎官湖) . 해연(蟹淵) 이 세 곳을 총칭하여 삼탄(三灘)이라고 하였으며 이들 여울과 호수가 있는 마을이라 하여 지금의 삼호(三湖)로 불렀다.

## 연혁
- 1914년 - 행정구역 개편 울산군 범서면 무거리
- 1962년 6월 1일 - 울산군 범서면 무거리 → 울산시 무거동
- 1995년 3월 2일 - 울산시 남구 무거동 → 무거1ㆍ2동 분동
- 1997년 5월 1일 - 울주군 범서면 굴화지구 일부를 무거1동으로 편입
- 1997년 5월 1일 - 울산광역시 남구 무거1동
- 2007년 2월 26일 - 울산광역시 남구 삼호동

## 교육
- 삼호초등학교
- 옥현초등학교
- 삼호중학교
- 문수고등학교

## 주거
- 대한주택공사
  - 굴화주공 1단지 - 1997년 4월 입주 / 반도종합건설
  - 굴화주공 2단지 - 1996년 12월 입주 / (주)해강
- 무거 위브자이 - 2013년 8월 입주 / GS건설, 두산건설
- 문수비스타동원 - 2025년 3월 입주 / 동원개발

## 같이 보기
- 포털:대한민국